# Watokobu
Watokobu is een bestuurslaag in het regentschap Lembata van de provincie Oost-Nusa Tenggara, Indonesië. Watokobu telt 1036 inwoners (volkstelling 2010).